# Луна 3
Луна 3 е космически апарат, изстрелян от СССР по програмата Луна с цел изследване на Луната, и е първият апарат предал снимки от обратната страна на Луната. Разкрит е планински терен, коренно различен от този на видимата страна на Луната, с налични две лунни морета – Маре Московрае (Mare Moscovrae / Морето на Москва) и Маре Десидерии (Mare Desiderii / Морето на сънищата). За Морето на сънищата впоследствие е установено, че е съставено от по-малко море – Маре Ингении (Mare Ingenii / Морето на изобретателността), което е заобиколено с тъмни кратери.

## Конструкция
Апаратът е изстрелян през 1959 г. Той има приблизително цилиндрична форма, като, вместо с основи, цилиндърът завършва с полукълба и изразен ръб в горната част на апарата. Размерите са приблизително 130 cm дължина и 120 cm диаметър в най-широката част, като в по-голямата си част апаратът е около 95 cm в диаметър. Вътрешността е херметизирана и е под налягане от 0,23 атмосфери (23 kPa). По външната повърхност на цилиндъра са монтирани слънчеви панели, захранващи батериите във вътрешността на апарата. По външната повърхност са монтирани и жалузи с цел контролиране на вътрешната температура, които се разтварят, когато тя надхвърли 25 градуса по Целзий. Камерите са монтирани в горната полусфера на апарата, където са монтирани четири антени, както и две в долната част.
Обордуването включва и микрометеоритен детектор и детектор на космически лъчи. В долната част на апарата се намира системата за поддръжка на ориентацията. На повърхността на апарата са монтирани клетки, следящи положението на Слънцето и Луната. На борда не са монтирани ракетни ускорители. Във вътрешността са поместени отсека за обработка и сканиране на филма на камерите, радиокомуникационната система, жироскопи, климатична система и батерии. Апаратът бива стабилизиран посредством въртене и е управляван директно от наземния контрол.

## Мисия
След изстрелването на ракетата-носител по траектория над северния полюс, двигателите на последната ѝ степен са спрени от наземния контрол след достигане на необходимата скорост за пътуване към Луната. Мощността на сигнала, излъчван от апарата, е около 50% от очакваната. В началото на полета температурата във вътрешността се покачва и като предпазна мярка наземния контрол изключва част от оборудването и променя ориентацията на апарата. Мерките водят до намаляване на температурата от 40 на 30 °C. На разстояние от 60 000 до 70 000 km от Луната стабилизиращото въртене е прекратено и апаратът преминава към стабилизация по трите оси. Долната му част е ориентирана в посока към Слънцето, което огрява обратната страна на Луната.
Апаратът преминава на 6200 km от повърхността на Луната в близост до южния ѝ полюс на 6 октомври 1959 г. в 14:16 ст. време. На 7 октомври лунният детектор активира програмата за заснемане на обратната страна на Луната след достигането на подходяща осветеност от Слънцето. Първата снимка на обратната страна на Луната е заснета в 03:30 ст. време на разстояние от 63 500 km., а последната – 40 минути по-късно на разстояние 66 700 km. Направени са общо 29 снимки, покриващи 70% от обратната страна на Луната.
След приключване на заснемането стабилизиращото въртене е подновено. Траекторията на апарата го връща обратно към Земята, преминавайки над северния полюс на Луната. Първият опит за предаване на снимките към Земята е осъществен на 8 октомври, но е неуспешен поради слабият сигнал на апарата. Впоследствие са предадени 17 снимки със сравнително лошо качество, но с видими основни забележителности на терена. Последната снимка е предадена на 18 октомври и контактът с апарата е изгубен на 22 октомври след извършване на около 14 обиколки. По официални данни апаратът изгаря в земната атмосфера през периода март-април 1960 г., но е възможно той да е останал на орбита значително по-дълго.
Орбитата на апарата е околоземна, с параметри:
- голяма полуос – 250 682 km
- апогей – 460 725 km
- перигей – 40 638 km
- ексцентрицитет – 0,8379
- инклинация – 76,8°
- орбитален период – 15 дни

## Заснемане на Луната
Бордните камери носят името Енисей-2 и имат двойни лещи, автоматична система за проявяване на филма и сканираща телевизионна система. Фокусното разстояние на широкоъгълната камера е 200 mm, а на тясноъгълната – 500 mm. Филмът поместен на борда е 35 милиметров и има 40 експозиции, като е произведен от материал с висока радиационна и топлинна устойчивост. Широкоъгълната камера може да заснеме целият лунен диск, докато тясноъгълната може да заснеме в детайли част от повърхността. Камерите са монтирани неподвижно към апарата и насочването се осъществява с въртене на цялата конструкция. Използвана е фотоклетка за насочване към осветената част на Луната и започване на заснемането. След приключването му филмът се проявява в отделно помещение на камерата и се подсушава. След получаване на команди от наземния контрол той се сканира. Процесът на сканиране използва катодно-лъчева тръба, чийто лъч бива прожектиран към кадър от филма и регистриран след това от фотоумножител. Лъчът покрива целият кадър от филма и по този начин биват получени интензивностите във всички точки от кадъра. Постигнатата разделителна способност е 1000 реда на кадър, които биват предавани в аналогов вид към Земята. Скоростта на сканиране варира според разстоянието до Земята, като при по-далечни разстояния то е по-бавно. Заснети са общо 29 снимки за 40 минути на 7 октомври 1959 г., от 03:30 ст. време до 04:10 ст. време на разстояния от лунната повърхност от 63 500 до 66 700 km. Снимките покриват 70% от обратната страна на Луната. По официални данни успешно са предадени 17 снимки.